# Зарея Гуссаковского
Зарея Гуссаковского (лат. Zaraea gussakovskii) — вид булавоусых пилильщиков (Cimbicidae) из надсемейства Tenthredinoidea. Эндемик Предкавказья. Описаны по самцам чёрного цвета длиной 9,5 мм. Усики чёрные, 6-члениковые, булавовидные. Обнаружены в окрестностях Армавира (Краснодарский край). Вид был впервые описан в 1933 году и назван в честь энтомолога В. В. Гуссаковского.

## Охранный статус
Внесены в Красную книгу России (категория 2 — сокращающийся в численности вид). Вид не изучен и учёт его численности не проводился.